# Ашхабадський землетрус
Ашхабадський землетрус (туркм. Aşgabat ýertitremesi) — катастрофічний землетрус, що стався проти ночі 6 жовтня 1948 року в столиці Туркменістану місті Ашхабаді. Став одним з найбільш руйнівних та трагічних стихійних лих XX століття на території колишнього СРСР.

## Опис
Землетрус стався на невеликій глибині (10-12 км). Дев'ятибальна зона та ізосейсти в цілому були видовжені у вигляді вузької смуги вздовж підніжжя Копетдагу, що у поєднанні з іншими чинниками вказувало на лінійну витягнутість епіцентру з південного сходу на північний захід (завдовжки близько 40 км).
Головний землетрус складався з 2 поштовхів, що відбулися у проміжках у 5-8 секунд. Перший, потужністю близько 8 балів у місті, був охарактеризований як вертикальний з рухом з півдня на північ (приблизно на 2 м), другий (основний руйнівний) потужністю понад 9 балів пов'язаний із горизонтальним просуванням (на величину до 3 м) і був спрямований з південного сходу на північний захід.
Ближче до ранку (біля 6-ї години) відбувся ще один потужний поштовх у 7-8 балів. Підземні поштовхи із затухаючою амплітудою тривали ще впродовж понад 4 діб.

## Наслідки, відновлення та пам'ять
Площа 9-бальних потрясінь землетрусу склала близько 1000 км². У Ашхабаді та поселеннях, розташованих навколо міста, були пошкоджені всі житлові будинки та громадські споруди (понад 90 % з них зазнали повної руйнації). Існує низка свідчень про сходження товарних потягів, скинутих із залізничного полотна. Вщент зруйнованими виявилися понад 30 поселень із похованими під румовищами тисячами людей.
Від дії землетрусу постраждала і територія Ірану, що межує з Туркменістаном.
Загальне число загиблих тоді, згідно з сучасними уточненими розрахунками, склало щонайменше 40 тисяч осіб.
У 1948 році в офіційній радянській пресі повідомлення про Ашхабадський землетрус та його наслідки були дозованими. Задля боротьби з наслідками стихійного лиха, проведення пошуково-рятувальних робіт і поховань жертв до Ашхабаду оперативно було переведено 4 військові дивізії.
У 1950-1960-і роки в Ашхабаді розгорнулося масштабне будівництво і відновлення міської інфраструктури.
Вже у незалежному Туркменістані від 1995 року 6 жовтня офіційно відзначається як День скорботи і пам'яті жертв Ашгабатського землетрусу.

## Виноски
1. ↑  Расцветаев Л. М. О геологических условиях и тектодинамической обстановке возникновения Ашхабадского землетрясения [Архівовано 14 квітня 2009 у Wayback Machine.]
2. ↑  Никонов А. А. Хроніка Ашхабадської катастрофи на www.scgis.ru [Архівовано 28 березня 2010 у Wayback Machine.] (рос.)